# Menceyato de Daute

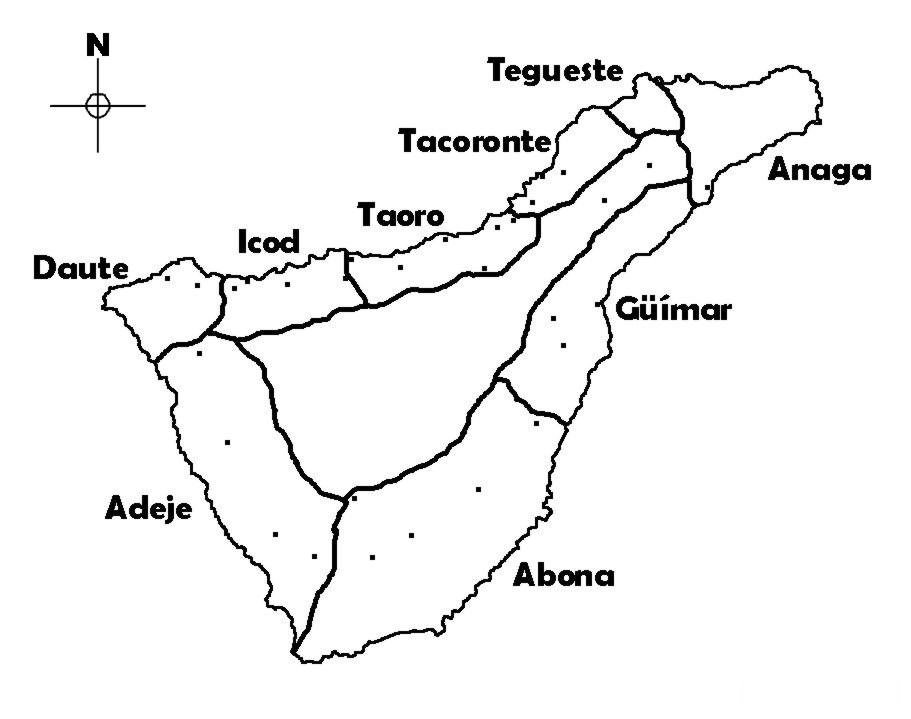
Menceyatos de Tenerife

Menceyato de Daute foi um dos nove reinos dos Guanches da a ilha de Tenerife nas Ilhas Canárias no momento da conquista da Coroa de Castela no século XV.
Estava localizado no oeste da ilha. Ocupou os municípios de El Tanque, Los Silos, Buenavista del Norte e Santiago del Teide.
Seus conhecidos menceyes (rei guanches) eram Cocanaymo e Romen.